# Derental
Derental is een gemeente in de Duitse deelstaat Nedersaksen. De gemeente is onderdeel van de Samtgemeinde Boffzen in het Landkreis Holzminden. Derental telt 591 inwoners.
Het kleine, ietwat afgelegen dorp leeft van het toerisme, en in mindere mate van de land- en bosbouw.  Het wordt grotendeels omgeven door de Gemeentevrije zone Boffzen.
Voor meer informatie zie de pagina over de Samtgemeinde Boffzen.

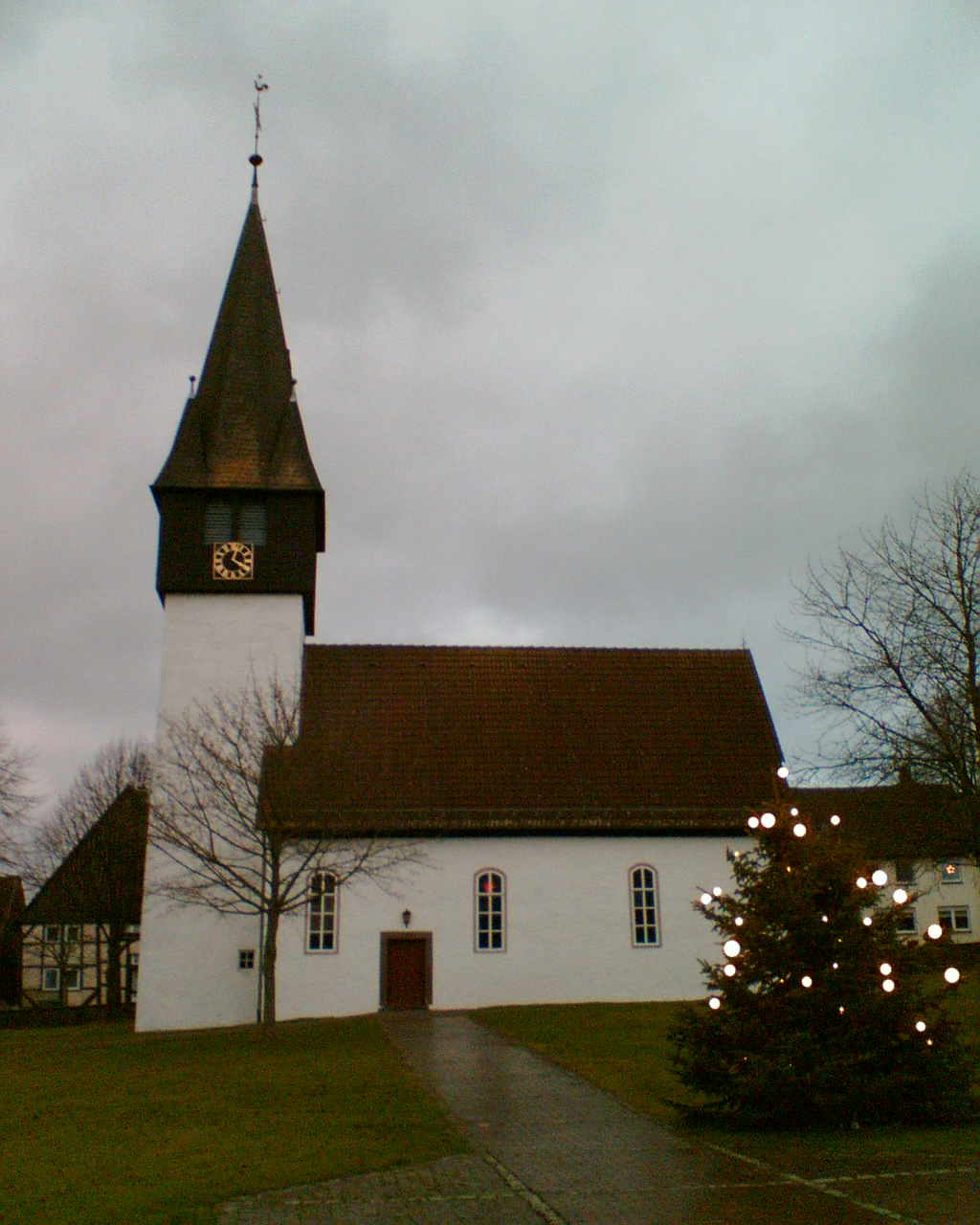
Evang.-lutherse St. Marcuskerk (1575), Derental

Het ietwat merkwaardige dorpswapen gaat terug op een gebeurtenis in het jaar 1902. De dorpelingen meenden, dat er een uit een circus of dierentuin ontsnapte leeuw rondliep, gingen op jacht en doodden het dier. Dat bleek echter een grote sint-bernardhond te zijn geweest. Daarop kregen de Derentalers van mensen in de omstreken de spotnaam leeuwenjagers. Toen Derental als nog zelfstandige gemeente het recht verwierf, een eigen wapen te voeren, volgde men, met enige zelfspot,  een op deze anekdote gebaseerd ontwerp hiervoor.
Arholzen · 
Bevern · 
Bodenwerder · 
Boffzen · 
Brevörde · 
Deensen · 
Delligsen · 
Derental · 
Dielmissen · 
Eimen · 
Eschershausen · 
Fürstenberg · 
Golmbach · 
Halle · 
Hehlen · 
Heinade · 
Heinsen · 
Heyen · 
Holenberg · 
Holzen · 
Holzminden · 
Kirchbrak · 
Lauenförde · 
Lenne · 
Lüerdissen · 
Negenborn · 
Ottenstein · 
Pegestorf · 
Polle · 
Stadtoldendorf · 
Vahlbruch · 
Wangelnstedt